# 多久潤一朗
多久 潤一朗（たく じゅんいちろう、1981年3月31日 - ）は日本のフルート奏者。無数のオリジナル奏法と自由な発想により従来のコンサートのイメージを一新させるパフォーマンスを行う。

## 人物
次世代型フルートトリオ『MAGNUMTRIO』のリーダーとしては国内は元よりイギリス、カナダ、韓国、ロシアなど国外の音楽祭からも出演要請を多数受け、各地で招待公演を行っている。
TV、CM音楽などのスタジオワークも数多く行っており、大河ドラマ『おんな城主 直虎』、映画『海街diary』など菅野よう子が音楽を手がける作品に多数参加している。各国の民族楽器も演奏し、アニメ『鬼滅の刃』『ユーリ!!! on ICE』やNintendo switch『スーパーマリオ』『ゼルダの伝説』シリーズ、米津玄師のスタジオ・アルバム『STRAY SHEEP』内の楽曲などではフルート、ピッコロに加えバーンスリ、ティンホイッスル、篠笛他様々な民族笛をも演奏している。映画『のだめカンタービレ』では首席フルートを担当し、日本武道館で行われた記念コンサートではフルート奏者兼ラプソディー・イン・ブルーのピアニカソリストをも兼任した。また、『おかあさんといっしょ』、『いないいないばぁ』等の教育系番組の録音をも行っている。

## 経歴
埼玉県立伊奈学園総合高等学校、東京藝術大学器楽科卒業。フルートを木ノ脇道元、金昌国、佐久間由美子、竹澤栄祐に師事。次世代型フルートアンサンブル「マグナムトリオ」、現代音楽アンサンブルEnsemble FOVE、Ensemble contemporary αメンバー。日本クラシック音楽コンクールフルート部門全国大会優勝。
作曲は独学による。これまでに民族楽器オーケストラのための『地球管弦楽』、フルートコンベンションOP曲『to the sea』、新国立美術館オルセー美術館展テーマ、CM曲『アイリスウェイブスII』はじめ作曲多数。
フルート独奏曲『虹』は日本木管コンクールの選択課題曲になっている。
新型コロナウィルス感染症の外出自粛期間中にSNSで投稿した「チクワ笛の吹き方」動画がバズり、「月曜から夜ふかし」「情報7days」「シューイチ」「ぽかぽか」などに出演。そこからメディアに多く出るようになり、フルート奏者としてもNHK「クラシックＴＶ」「クラシック倶楽部」「かけるクラシック」などに出演。テレビ朝日「題名のない音楽会」にも多数出演している。